# Dževad Mlaćo
Dževad Mlaćo (1954.), bosanskohercegovački muslimansko-bošnjački političar. Po struci profesor matematike. U ratu predsjednik ratnog predsjedništva i predsjednik SDA Bugojno. Smatra ga se najodgovornijim za sve zločine počinjene nad Hrvatima u bugojanskoj općini.

## Životopis
Rođen 1954. godine. Sin Hamdije. 
Ratnih je godina postao bugojanski općinski načelnik. Nakon bošnjačke agresije na domaće Hrvate i okupacijom Bugojna od strane tzv. Armije RBiH, postao gospodar života i smrti u Bugojnu. Moćan kao šerif suvereno je vladao sve do 1999. godine. 
Sudionik sjednica bugojanskog općinskog Ratnog predsjedništva, koje je označeno kao središte udruženog zločinačkog pothvata nad Hrvatima. Na čelu tog Ratnog predsjedništva općine Bugojno, koje je donijelo odluku o formiranju zarobljeničkog logora Stadion u Bugojnu, bio je Dževad Mlaćo. Od napada na Hrvate 1993. njegova je vlast sprovela etničko čišćenje Hrvata u Bugojnu.  U etničkom čišćenju prognano je 14 000 Hrvata, ubijeno je 200, od kojih su 85 civili. Oko 2000 Hrvata bilo je u logorima, od kojih 550 u zloglasnom logoru "Stadion", a 294 logoraša punih osam mjeseci bili su psihički i fizički zlostavljani. Tijela 36 Hrvata još nisu pronađena, među njima i tijela 16 civila. Primjer nedvojbene zapovjedne odgovornosti je sudski verificiran njegov dnevnik u kojem je zapisano "Zvanično ne smijemo imati civilnih zarobljenika. Tajno, ekstremni dio zarobljenika se likvidira." Nakon toga zapovijed je izdao Selmo Cikotić da se dvadeset bugojanskih Hrvata, pripadnika gradske elite izvede iz zatočeničkog logora. Otad su ti Hrvati nestali i do danas nisu nađeni. 
Bugojanski su Hrvati 25. studenoga 1994. kod vojnih i civilnih institucija vlasti, podnijeli krivičnu prijavu protiv 440 osoba osumnjičenih za ratne zločine počinjene tijekom 1993. u Bugojnu. Na vrhu popisa je Dževad Mlaćo.
Na sastanku s Michaelom Steinerom, zamjenikom predstavnika visokog povjerenika za civilna pitanja u Sarajevu, 28. lipnja 1996. godine, Amor Mašović, predsjednik muslimansko-bošnjačke komisije za razmjenu nestalih, izjavio je da u bugojanskim zatvorima nema živih Hrvata. On je tu izjavu dao pred svjedocima, među kojima je bila i Dragica Galić, izbjeglica iz Bugojna, čiji je muž među onih "20 nestalih Bugojanaca". Mašović je tada izjavio da je za sudbinu nestalih Hrvata izravno kriv Dževad Mlaćo. Godinama je tvrdio za nestale logoraše Hrvate da su pušteni ili pobjegli, ali je sam sebe demantirao na Sudu BiH kada je potvrdio autentičnost rečenice iz svojega dnevnika: "Službeno - ne smijemo imati civilnih zarobljenika. Tajno - ekstremni dio zarobljenih vojnika likvidirati." Ilustrativni su to primjeri da su bošnjački predstavnici civilnih i vojnih vlasti mogli zbog međunarodne protekcije lagati koliko god žele i gdje god hoće u domovini i pred svijetom .
Njegovo šerifovanje trajalo je do 1999. godine. Prvo ga je visoki međunarodni predstavnik suspendirao, a potom poslao i u političku mirovinu. Smatra se da Mlaćo iz sjene i dalje vlada Bugojnom. Neki su ga vidili kao haaškog optuženika, ali međunarodna politička konstelacija učinila je da je ostao netaknutim.
O njegovoj mračnoj ulozi u udruženom zločinačkom pothvatu protiv bugojanskih Hrvata poslije se još dosta doznalo i tijekom postupka protiv Enesa Handžića (predmet Handžić i ostali: Handžić, Senad Dautović, Nisvet Gasal i Musajb Kukavica), vođenim pred Sudom BiH od veljače 2008. godine. Na zahtjev Sudskog vijeća dao je iskaz o ratnim zbivanjima u Bugojnu, ali to isto Sudsko vijeće dodijelio je i njemu i Selmi Cikotiću odvjetnike tijekom davanja iskaza da se ne bi inkriminirali. Nažalost, pred BiH pravosuđem mu je zbog političkih interesa kompromitirane SDA bio stalno imunitet i zaštita državnog vrha, te se njime nikad nije bavilo, kao ni Selmom Cikotićem, Ganićem, Jelečem. Postupci vođeni pred Sudom BiH za zločine nad bugojanskim Hrvatima bili su farsa. Vojni vještak Suda BiH bio je general tzv. Armije BiH Fikret Muslimović, također tada aktualni savjetnik Bakira Izetbegovića. Nakon nekog vremena predmet Handžić i ostali podijelio se tijekom postupka na dva predmeta: Handžić i Gasal i ostali.
Travnja 2007. djelatnici Službe za istragu i zaštitu SIPA-e u cjelodnevnoj akciji s nekoliko blindiranih vozila, praćeni lokalnim policijskim snagama su sproveli akciju uhićenja i pretresa imovine trojice ratnih bugojanskih osumnjičenika. U zoru su u munjevitoj akciji u Donjem Vakufu i Travniku uhitili Enesa Handžića, bivšeg zapovjednika bugojanske policije, i Senada Dautovića nekadašnjeg zapovjednika za sigurnost 307. brigade Armije BiH. Poslijepodne su provjerili u Bugojnu policijsku upravu, objekte u Mlaćinom vlasništvu, obiteljsku kuću u naselju Jaklić, stan u Vrbanima te uz njegove poslovne prostore pretresli su i poduzeće za proizvodnju i obradu drveta Janj u Donjem Vakufu, gdje je Mlaćo obnašao dužnost direktora.
U veljači 2008. počelo je suđenje članovima muslimanskog Ratnog predsjedništva Bugojna, Nisvetu Gasalu, Musajbu Kukavici i Senadu Dautoviću, kojemu je na čelu bio Dževad Mlaćo.
Od početka nove školske godine 2010./11. Mlaćo predaje matematiku učenicima prvih razreda Gimnazije u Bugojnu, a jednom od prvih razreda Mlaćo postao je i razrednik. Posao je dobio unatoč optužbama za ratne zločine nad Hrvatima, uz potvrde da se protiv njega ne vodi nikakav sudski postupak, kao i da nikada nije kažnjavan. Događalo se da je hrvatskoj djeci čiji su očevi prošli strahovite torture logora Gimnazija u istoj zgradi matematiku predaje Dževad Mlaćo, kreator zločina i progona Hrvata iz Bugojna, a čiji je sastavni dio bio i otvaranje logora za Hrvate. 
Te su situacije spriječene bugojanski Hrvati pohađaju srednju školu kao izdvojeno odjeljenje Gimnazije Uskoplje, te je takvom “segregacijom”, spriječeno da hrvatskoj djeci predaje osoba koja je njihove očeve poslala u smrt. Iz licemjernih "građanskih" inicijativa za svoje beskrupulozne dnevnopolitičke igre dizali su glas protiv “segregacije djece”. Politički licemjeri zakrabuljeni iza humanističkih načela i nepostojeće brige za djecu, a paradoksalno, dolazili su iz praktično jednonacionalnih sredina od ljudi bez ikakvog iskustva suživota u višenacionalnim sredinama u kojima su onakve škole jedino moguće.
U velikom nezaposlenošću pogođenoj BiH, Mlaćo je kao provjereni kadar SDA dobio dobro plaćeni posao krajem siječnja 2015. i u Razvojnoj banci FBiH. U Razvojnoj banci Federacije BiH pozicioniran je kao jedan od najbližih suradnika Salke Selmana, donadavno prvog čovjeka SDA u Srednjobosanskoj županiji. Smjenom NO rujna 2015. otišao je i Mlaćo, kada je Vlada FBiH u svojstvu Skupštine banke razriješila dužnosti cijeli Nadzorni odbor, a razrješenje je uslijedilo zbog smanjenog profita, negativnog izvješća Agencije za bankarstvo te brojnih primjedbi, potvrđeno izjavom federalnog premijera Fadila Novalića. Odlaskom Selmana s pozicije u banci, neminovan je bio odlazak i Mlaći.
U Hrvatskoj i među Hrvatima vlada ogorčenje te osjećaj nepravde posebno jer brojni zločini tijekom agresije na Hrvatsku i za zločine nad Hrvatima u BiH nisu kažnjeni, što je istaknula i hrvatska predsjednica Kolinda Grabar-Kitarović u govoru pred Vijećem sigurnosti Ujedinjenih naroda u New Yorku.
Zahvaljujući političkoj zaštiti Izetbegovićeve SDA i međunarodnih neprincipijelnih političkih igara, ponajprije američkih, Mlaći nije suđeno za likvidaciju hrvatske političke elite u Bugojnu, zasad.